# Section Z
Section Z (セクションZ?) è un videogioco arcade del 1985 sviluppato e pubblicato da Capcom. Del videogioco è stata realizzata nel 1987 una conversione per Nintendo Entertainment System. Il gioco è incluso nella raccolta Capcom Classics Collection per PlayStation 2 e Xbox.

## Trama
Ambientato nel ventunesimo secolo, il personaggio giocante di Section Z è Captain Commando che ha lo scopo di raggiungere il settore Z, dove si trova la tecnologia L-Brain sviluppata dall'impero Balangool, per salvare il pianeta Terra.